# Reinhold Röhricht
Reinhold Röhricht (* 18. November 1842 in Bunzlau; † 2. Mai 1905 in Berlin) war ein deutscher Kreuzzugsforscher.

## Leben
Röhricht wurde in Bunzlau in (heute Bolesławiec, Polen), als dritter Sohn eines Müllers geboren. Seine Studien begann er am Gymnasium in Sagan (heute Żagań) und an der Theologischen Schule in Berlin, wo er 1866 mit dem Lizentiat abschloss. Seit 1868 unterrichtete er als Lehrer am Luisenstädtischen Realgymnasium in Berlin. Von 1876 bis 1904 arbeitete er am Humboldtgymnasium in Berlin, zuerst als Oberlehrer und ab 1882 als Professor. Daneben veröffentlichte er unzählige Arbeiten zur Geschichte der Kreuzzüge und zur Geographie Palästinas.
1904 war er gezwungen, aus gesundheitlichen Gründen in Pension zu gehen. Bereits ein Jahr danach starb Röhricht.

## Kreuzzugsforscher
Obwohl Röhricht bis heute als einer der bedeutendsten deutschen Historiker der Kreuzzugsforschung gilt, wird er in den einschlägigen Lexikonwerken kaum beachtet. Das mag daran liegen, dass er an keiner Universität lehrte und bereits zu Lebzeiten nicht gebührend geehrt wurde. In einem Nachruf in einer amerikanischen Historiker-Zeitschrift wurde allerdings schon ein Jahr nach seinem Tode auf seine Bedeutung hingewiesen. Er habe mit seinen acht Hauptwerken die wichtigsten je von einem Forscher verfassten Beiträge zur Geschichte der Kreuzzüge verfasst. Der Historiker Hans Eberhard Mayer, der sich eingehend mit Leben und Wirkungsgeschichte von Röhricht befasst hatte, sagt zu dessen Bedeutung, Röhricht sei zwar mehr ein Antiquar als ein Historiker gewesen, aber trotzdem habe er die wichtigsten Grundlagen für die moderne Kreuzzugsforschung gelegt.

## Werke (Auszug)

### Bücher
- Die Kreuzfahrt Kaiser Friedrich des Zweiten (1228–1229), Berlin 1872. (Digitalisat)
- Beiträge zur Geschichte der Kreuzzüge. 2 Bände. Berlin / Leipzig 1874–78. (archive.org)
- Quinti Belli sacri scriptores minores, Genf 1879. (archive.org)
- Arabische Quellenbeiträge zur Geschichte der Kreuzzüge, Berlin 1879. (archive.org)
- Études sur les derniers temps du royaume de Jérusalem, Paris 1881. (archive.org)
- Testimonia minora de quinto bello sacro, Genf 1882. (archive.org)
- Annales de Terre Sainte, 1095-1291, Paris 1884. (archive.org)
- Das Reisebuch der Familie Rieter, Stuttgart 1884. (archive.org)
- Bibliotheca geographica Palaestinae, Berlin 1890. (archive.org)
- Kleine Studien zur Geschichte der Kreuzzüge, Berlin 1890. (urn:nbn:de:hbz:061:1-184261)
- Studien zur Geschichte des fünften Kreuzzuges, Innsbruck 1891. (archive.org)
- Die Deutschen im Heiligen Lande, Innsbruck 1894. pdf (PDF)
- Geschichte der Kreuzzüge im Umriss, Innsbruck 1898. (archive.org)
- Geschichte des Königreichs Jerusalem (1100–1291), Innsbruck 1898. (archive.org)
- Geschichte des ersten Kreuzzuges, Innsbruck 1901. (archive.org)
- Deutsche Pilgerreisen nach dem heiligen Lande, Innsbruck 1900. (archive.org) / (urn:nbn:de:hbz:061:1-44689) / (Digitalisat Google)
- Regesta Regni Hierosolymitani (1097–1291). 2 Bände. Innsbruck 1893–1904. (archive.org)

### Artikel
- Der Kreuzzug Königs Andreas II. von Ungarn. In: Forschungen zur deutschen Geschichte, 16 (1876)
- Der Kinderkreuzzug von 1212. In: Historische Zeitschrift, 36 (1876), S. 1–8
- Acte de soumission des barons du royaume de Jérusalem à Frédéric II (7 mai 1241). In: Archives de l’Orient latin, 1 (1881), S. 395–402 (archive.org)
- Hans Hundts Rechnungsbuch (1493–1494). In: Neues Archiv für sächsische Geschichte und Altertumskunde, 4 (1883), S. 37–100
- Lettres de Ricoldo de Monte-Croce sur la prise d’Acre (1291). In: Archives de l’Orient latin, 2 (1884), S. 365–410 (archive.org)
- Die Pastorellen (1251). In: Zeitschrift für Kirchengeschichte, 6 (1884), S. 290–295
- Zur Geschichte der Kreuzzüge. In: Neues Archiv der Gesellschaft für ältere deutsche Geschichtskunde, 11 (1886) S. 571–579
- Aus den Regesten Honorius III. In: Neues Archiv der Gesellschaft für ältere deutsche Geschichtskunde, 12 (1887), S. 415–418
- Zur Geschichte der Kirche S. Maria Latina in Jerusalem. In: Neues Archiv der Gesellschaft für ältere deutsche Geschichtskunde, 15 (1890) S. 203–206
- Die Jerusalemfahrten der Grafen Philipp, Ludwig (1484) und Reinhard von Hanau (1550). In: Zeitschrift des Vereins für hessische Geschichte und Landeskunde, 26 (1891), S. 85–188
- Karten und Pläne zur Palästinakunde aus dem 7.–16. Jahrhundert. In: Zeitschrift des deutschen Palästinavereins, 18 (1895)
- Marino Sanudo sen. als Kartograph Palästinas. In: Zeitschrift des deutschen Palästina-Vereins, 21 (1898), S. 84–126